# Сарамакка
Сарамакка (нід. Saramacca) - округ Суринаму, розташований на півночі країни. Адміністративний центр - Гронінген, інші міста - Батавіа і Боскамп.
Населення округу - 15 980 осіб (2004), площа - 3636 км² .

## Етимологія
Назва Сарамакка також належить до групи маронів, які влаштувалися вздовж річки Сарамакка, втікши від рабства.

## Фауна
Орнітологам і любителям птахів округ відомий гнездуванням таких птахів як тукани, папуги і скельні півники.

## Населення
За переписом населення 2012 етнічний склад населення провінції був такий:
| національність | % від населення |
| -------------- | --------------- |
| індіанці       | 5.9%            |
| креоли         | 6,8%            |
| індосуринамці  | 53,3%           |
| яванці         | 19,8%           |
| змішані        | 10,9%           |

## Економіка
В окрузі розташовані десятки маленьких сімейних сільськогосподарських комун, і лише недавно стали з'являтися великі агропромислові проекти, націлені в основному на вирощування бананів і рису.